# Föderációs hajók
A föderációs hajókat a kitalált Star Trek univerzumbeli Bolygók Egyesült Föderációja, illetve annak védelmi és tudományos szervezete, a Csillagflotta építette és üzemelteti, Star Trek-időszámítás szerint 2161-től.

## A föderációs csillaghajó-tervezés története
A föderációs űrjárműveket három dolog különbözteti meg korábbi, földi építésű elődjeiktől, s e tények miatt érdemelték ki a "Csillaghajó" elnevezést.
- A hajók sebessége. – Korábban lehetetlen volt 5,5-5,8-es szubtéri sebességnél többet elérni.
- A legénység soknemzetiségű volta. – A Föderáció megalakulása után a különböző tagállami flottákat, azok személyzetét és infrastruktúráját összevonták.
- A felhasznált technológia. – Bár a hajók tervezése nagyrészt a korábbi sémákon alapult, az új technológiák jelentősen többet voltak képesek kihozni a hagyományos földi kialakításból.

2156-ban a Föld és a Csillagflotta vesztésre állt a Romulán Csillagbirodalom ellenében, és egyértelmű igény mutatkozott egy új harci hajóosztályra, mely képes kiváltani a kis darabszámú Nx, elsősorban kutató-, és a gyenge fegyverzetű Intrepid harci-osztályokat. Így született meg a Daedalus-osztály, mely a háború hőse lett, több győzelmet aratva a romulánok felett, de ezek ellenére is a háború egyre rosszabbul alakult a Föld számára, ám végül a Charon melletti ütközetben a földi erők vulcani támogatással legyőzték a romulánokat és így megalakult a Föderáció, és vele együtt az Egyesült Csillagflotta.

### Általános felépítési paraméterek

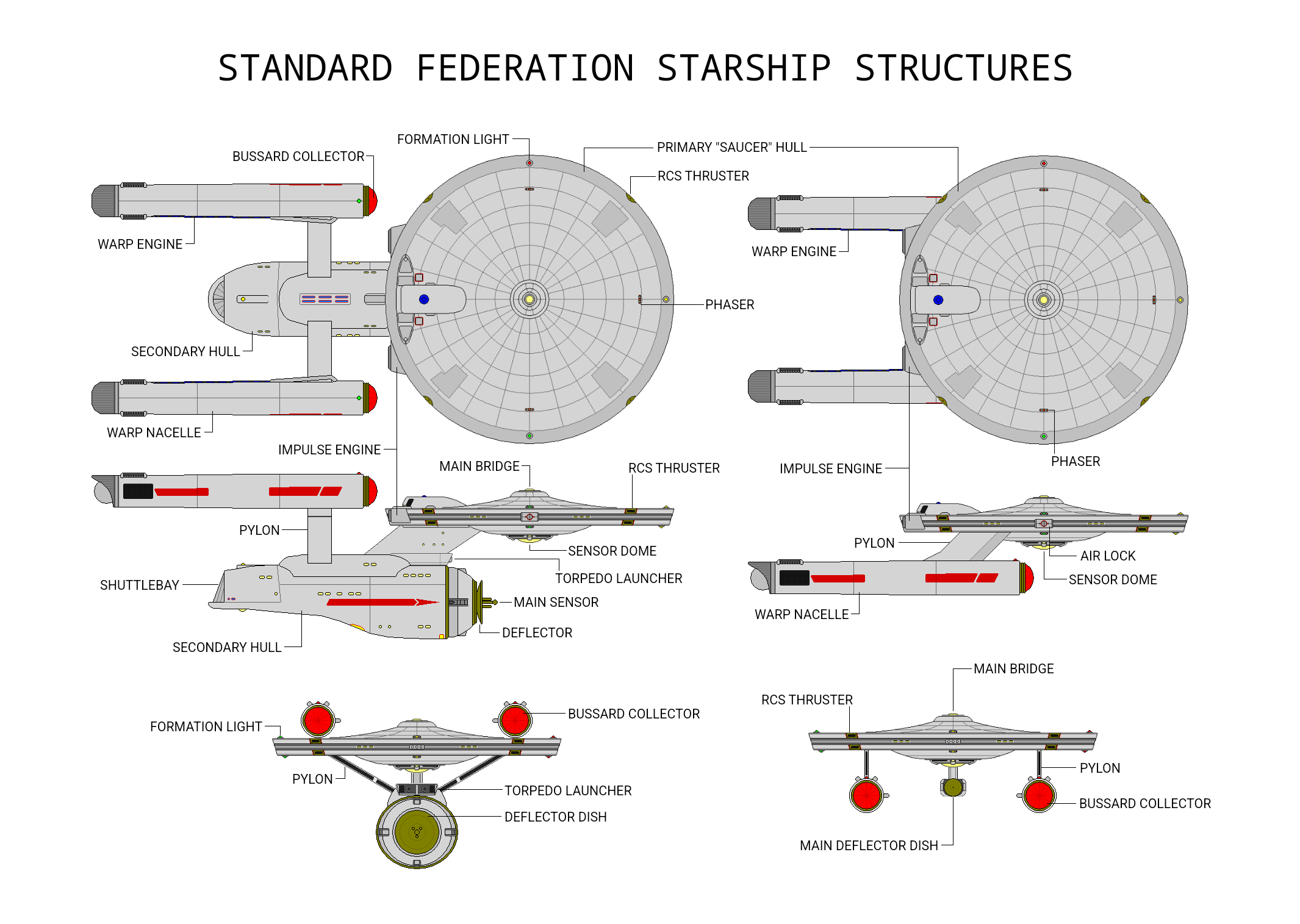
Sztenderd föderációs csillaghajó-szerkezetek a fontosabb alkatrészeikkel

A háború után a Daedalus-osztályt fokozatosan kivonták, ám a tervezésénél alkalmazott alapelvek évszázadokig megmaradtak. Szinte a legtöbb föderációs hajó a következő séma szerint épül fel:
Egy tipikus föderációs hajó általában két jól elkülöníthető részből áll: a "csészealj"- vagy parancsnoki-szekcióból és a hajtómű-szekcióból. (A Daedalus-osztályféle "parancsnoki gömb" viszonylag hamar csészealjjá módosult a hajótervezésben.) Ezekre a részekre elsődleges és másodlagos hajótörzsként is szoktak hivatkozni. A csészealj tetején található a parancsnoki híd, mely egy kupolával kiemelkedik a szekció síkjából, a csészealj alján és tetején találhatóak az energia fegyverek (fázis ágyúk, majd lézer, később fézer), a peremen az érzékelők, az RCS-hajtóművek (manőverező hajtóművek), hátul az impulzus-hajtóművek, maga a szekció pedig a legénységi szállásokat, laborokat, kényelmi egységeket, illetve a főkomputer-magot tartalmazza. A korai hajóknál a parancsnoki híd és a vele "átellenben" lévő érzékelő-dóm tövénél helyezték el az előre néző torpedó vetőket is. A hajtómű-szekció tartalmazza a gépházat, a fő reaktort, az üzemanyag tartályokat, különböző raktereket, az űrkomphangárt, az elején a fő navigációs deflektor-tányért, illetve a Csillagflotta-hajók egyik fő jellegzetességét: e szekció hordozza a pilonokra szerelt térhajtómű-gondolákat. A gondolák pilonokkal történő elkülönítésére a hajótesttől a gondolákban keletkező, legtöbb élőlényre káros sugárzás miatt került sor.
A hajtómű-szekció kezdetben fegyverzetnek a Constitution osztálynál csak hátsó fézer ágyúkat kapott (ld. ST-E tükör univerzumos dupla epizód), majd a 23. század második felében a felújított változat torpedó fegyverzetét is áthelyezték ide (előre és hátra nézőt), illetve a 2300-as évektől a szekció "hasán" energia fegyvert is elhelyeztek az újabb hajóosztályoknál. A két szekciót egy jellegzetes "nyak" köti össze, melyet gyakran a hajtómű-szekció részének is tekintenek, és van mikor itt található az impulzus-hajtómű is. Egyes hajók esetében vészhelyzet idején a parancsnoki-szekció leválasztható a hajtómű-szekcióról. További szabály, hogy a hajtómű-gondoláknak az elölnézeti-ábrán a csészealj alatt vagy felett, de "ki kell látszaniuk".
A csillaghajók mind egy-egy hajóosztályba tartoznak és azon belül kapnak nevet valamint egyedi azonosítószámot (ez alól csak a kezdeti prototípusok képeznek kivételt). A csészealj tetejének elején olvashatók az elsődleges azonosítójelek: a hajó neve és regisztrációs száma, ez utóbbi az azonosítás végett nagyobb méretben. A regisztrációs szám magában a csészealj alján is megtalálható, valamint a gondolákon, pilonokon és más látható helyeken is. A hajó neve kevesebb helyen, de szintén többfelé megtalálható, ahogy a Csillagflotta felségjele is. A hajó oldalán, vagy néha a gondolákon is (angolul) a "Csillaghajó USS Hajónév Bolygók Egyesült Föderációja" felirat olvasható. Néha a feliratban a Csillaghajó helyett a regisztrációs szám szerepel. Az azonosítójeleket a jobb láthatóságért gyakran reflektorokkal is megvilágítják.
A hajók a régi földi, amerikai hadihajók "United States Ship", röviden U.S.S. – informálisan csak USS – jelzései mintájára kapnak nevet, de ez a Csillagflottánál már a "United Space Ship" vagy "United Star Ship" titulusra utal. A regisztrációs szám NCC- előtaggal szerepel, mely a "Naval Construction Contract" jelzése. A kísérleti hajók vagy egy osztály első hajói rendszerint NX-, vagyis "Naval eXperimental" titulussal kapnak regisztrációs számot. Egy adott osztály hajóit, főleg amelyek évtizedekig szolgálnak a Csillagflottában, bizonyos idő elteltével kisebb-nagyobb mértékben tovább fejlesztenek az időközben történt műszaki fejlesztések nyomán. Ezek a fejlesztések, változtatások sokszor csak a hajókon belül történnek, új eszközök, berendezések formájában, például számítógépek vagy a parancsnoki híd módosításával, de nemritkán a hajók külsejének részleges vagy teljes átalakítását is jelenthetik. Ilyen külsőt érintő, részleges fejlesztések során jellemzőek például a hajtóműgondolák, hajtóműrendszerek vagy a fegyverzet cseréje fejlettebb változatra, esetleg a hajótörzs átalakításával plusz helyiségek létesítése, vagy más, módosított, fejlesztett külső alkatrészek felszerelése. Teljes felújítás esetén az egész hajót átépítik, nem csak bizonyos részeit, hanem az egész hajó teljes szerkezetét, burkolatát, szekcióit felújítják, ezáltal tulajdonképpen egy teljesen új, fejlettebb alosztálytípust létrehozva.

### Parancsnoki híd
A hajók leggyakrabban látható belső helyisége természetesen a parancsnoki híd, hiszen innen vezérelhető az egész hajó (de rendkívüli esetekben átmenetileg a hajók bizonyos más helyei is alkalmassá tehetők a vezérlésre, pl. a gépház). A parancsnoki-szekció síkjából kupolával kiemelkedő híd belül valóban leggyakrabban kör vagy ellipszis alakú terem, aminek a csillaghajókhoz hasonlóan szintén tipikus a felépítése:
A helyiség közepén a kapitány széke található, előtte – vagy ritkán mellette – a kormányosi és a navigátori konzolok találhatók a hozzájuk tartozó székekkel. A kapitánnyal szemben a központi óriáskivetítő látható, ami régebben egyben ablak is volt, újabb hajóknál azonban már csak monitor, amin alapesetben is az érzékelők által közvetített frontális képet lehet látni, de természetesen vizuális kommunikációra vagy adatok megjelenítésére is alkalmas. Körben a hídon pedig a megfigyelő, a diagnosztikai, a kommunikációs és a taktikai állomások konzoljai és monitorjai sorakoznak, székekkel vagy azok nélkül. A kapitány, a kormányos és a navigátor, illetve bizonyos hajóknál az első tiszt és a tanácsadó helyét is a híd közepén rendszerint – olykor konzolként is funkcionáló – korláttal is elválasztják a legénység többi konzolokat kezelő, gyakran közlekedő tagjaitól. Hátul pedig egy vagy két turbólift található, ami a többi fedélzetről teszi elérhetővé a hidat. A hídról újabb hajóknál a híd mögötti tárgyaló is elérhető, ahol a főtisztek tanácskozhatnak, akárcsak a kapitány irodája. A hajtómű-szekció szétválasztásnál használatos "harci hídja" kisebb, puritánabb, csak a legfontosabb berendezéseket tartalmazza.
A legtöbb parancsnoki híd a hajó hossztengelyére szimmetrikusan helyezkedik el, a főképernyő felezővonala egybeesik azzal. Ám előfordulnak kivételek, mint például az eredeti, felújítás előtti Constitution-osztály, melynek főképernyője (és ezáltal az egész híd szimmetriatengelye) 21°-al balra volt elforgatva a hajó hossztengelyétől. Ezt a Star Trek univerzumon belül sosem magyarázták meg, a valóságban pedig egyszerű technikai okai voltak: így tudtak helyet biztosítani a forgatáson az ún. "4. falnak", azaz a kameraállásoknak, amik így az egész hidat képesek voltak venni. Az eltérés könnyen észrevehető, ha összehasonlítjuk a külső felvételeken látható turbólift dómjának elhelyezkedését a belső felvételeken a szereplők és berendezések lift-ajtóhoz viszonyított helyével (a liftajtó a kapitányi székben ülő Kirk-höz képest annak bal válla felől nyílik). 

### Hajótípusok, változatok, fejlesztések
A hajók hagyományos kialakítása, annak ellenére, hogy sokszor bebizonyosodott taktikai hátránya (például a nyak igen sebezhető, duplázott szerkezeti integritás mező, stb.), évszázadokig meghatározta a Csillagflotta hajótervezési irányvonalát. Az újabb hajók esetén azonban már jelentős eltérések mutatkoznak a "klasszikus" hajó-formától. Nem minden hajónak van ugyanis "csészealj", azaz kör alakú parancsnoki-szekciója, az újabb hajóknál ovális, három-, vagy akár sokszögletű is lehet ez a szekció. Főleg azoknál az új hajóknál, ahol a hajtómű- és a parancsnoki-szekció majdnem, vagy ténylegesen egy egységet alkot. A kör forma inkább a régebbi osztályú vagy régi konstrukciójú hajók sajátja, ahol a részek mint parancsnoki-szekció, hajtómű-szekció, "nyak", pilon, hajtómű külön részegységek. Mint később olvasható gyakran ezek variálásával jöttek létre a különböző hajóosztályok. A szekciók alakja elsősorban a hajó szubtérbeni sebességének megnövelése okán változott. A hajó elnyújtottabb alakja miatt a szubtérmező z-tengelye is megnyúlik, így egy "áramvonalasabb" szubtérmező jön létre.
A legtöbb hajónak két térhajtómű-gondolája van, amik pilonokkal legtöbbször a hajtómű-szekcióhoz illeszkednek, de akadnak egy-, három-, és négygondolás hajók is. Négygondolás hajókból viszonylag több készült, egy- és háromgondolásból viszont kevés. Ennek oka szintén a szubtér-mechanika törvényeiben keresendő, mivel csak páros-térhajtómű tekercsekkel lehet stabil szubtérmezőt generálni. Később sikerült olyan kisméretű, ám magas hatásfokú tekercseket gyártani, amiket már egyetlen gondolába is el tudtak helyezni. A három- és négygondolás hajóknál a nagyobb sebesség elérése volt a cél, míg az egygondolásnál sok esetben csupán az elrendezés hatékonyságának a kipróbálása. Újabb hajóknál viszont előfordul a (két)gondola beinjektálása a hajótestbe, ilyenkor nincs pilon.
Több hajótípusnál hiányzik a hajtómű-szekció, (pl. az egy hajtóműveseknél) ekkor a gondolák pilonjai közvetlenül a parancsnoki-csészealjhoz illeszkednek. Ilyenkor jellemző a deflektor-tányér hiánya is, mivel a hagyományos tányér kialakítására nincs hely, ezért azt egy, a hajótestbe integrált, másodlagos deflektorral helyettesítik. Van ahol van ugyan hajtómű szekció, de az függetlenül a pilonoktól és a hajtóművektől maga is a parancsnoki-csészealjba "kapaszkodik" nyak nélkül. Olyan hajótípus is létezik ahol a központi rész nyakkal, de a parancsnoki-csészealj tetejéhez kapcsolódik. A leggyakoribb eljárás, hogy egy osztály (vagy korszak) alkatrészeinek átrendezésével, módosításaival alkotnak új típusokat, osztályokat, sokszor valamilyen feladatra specializálva, pl. teherhajó vagy űrkompszállító, vagyis több alkatrész modulszerűen több hajótípushoz is felhasználható. Némely hajó ezért két vagy több másik osztály jellegzetes alkatrészeinek összerakásából születik, pl. Constitution + Excelsior = Curry type, ezek a hajók azonban gyakran csak prototípusok, vagy olyan kényszer szülte megoldások, mint amilyenekre a Domínium-háborúk során volt szükség. Új fejlesztésű hajók is vannak, mint például a USS Prometheus, ami veszélyes helyzetben három különálló támadóegységgé képes szétválni.
A fő irány azonban egyértelműen továbbra is a Daedalus-osztály által kijelölt út.

## A Föderáció csillaghajó-osztályai, kronológiai sorrendben
2161-től 2243-ig a Daedalus osztályból kifejlesztett, annak szerkezeti elemeit egy az egyben felhasználó variációk adták a flotta hajóparkját. Az egyes osztályok hajóinak darabszáma a konstrukció felhasználhatóságától és praktikusságától függően néhány tucattól több százig is terjedhet. Kivéve a speciális vagy kísérleti hajótípusokat, ezekből általában csak egy-két darab készül. A listán a hajóneveknél a Pl. "például"-t jelent értelemszerűen, ezen hajók egyike osztálya hajóinak, ahol ez nem szerepel ott az az egy hajó ismert az osztályból. 
A fontosabb osztályok időrendben:
- 2243 – Miranda osztály: A legrégebbi és legnagyobb darabszámban épült hajókat jelölő osztály, még 2378-ban is szolgálatban van. Azonban a Constitution-osztályhoz hasonlóan a hajók időközben jelentős felújításon estek át. Tudományos felszereléseiket eltávolították, helyükre taktikai rendszereket telepítettek. Ezért még a Domínium elleni háborúban is szolgáltak. Küllemre a Constitution osztály parancsnoki-szekciója és gondolái egy központi pilonnal összekötve, melynek felső részén a torpedóvető található. Ilyen hajó a USS Reliant (NCC-1864) is. Később két altípusa is lett, a Miranda II és III: a II-nél hiányzik a torpedóvető az azt tartó pilonnal együtt, ilyen a USS Lantree (NCC-1837), a III szintén nem hordoz torpedóvetőt, ugyanakkor nagy hatótávolságú szenzor-rudakkal szerelték fel, erre példa a USS Saratoga (NCC-31911). (A II és III típusból csak ez az egy-egy hajó szerepelt hivatalosan.)[4] (Mivel a hajó csak a 2280-as években bukkan fel először nem világos, hogy valóban létezett e korábban, vagy újabb hajótípus volt.)[5]

- 2244 – Constitution osztály: Hosszútávú kutatóhajó/nehézcirkáló. Ebbe az osztályba tartozik az első USS Enterprise (NCC-1701) csillaghajó is, mely megalapozta az osztály hírnevét. Az osztály felújításokon is átesett, míg végül nagyjából öt évtized múltán leszerelték az utolsó hajóit is.

- 2245 – Saladin osztály: Ez egy mindössze egyetlen hajtóműgondolával készült hajókat, rombolókat jelölő osztály. Pl. USS Cochise (NCC-530)

- 2245 – Hermes osztály: A Saladin osztállyal megegyező egyhajtóműves felderítő, amelynek a Saladinhoz képest kevesebb fegyvere van. Pl. USS Revere (NCC-595)

- 2247 – Ptolemy osztály: Régi, vontatóhajókat magába foglaló osztály. Pl. USS Al Rashid (NCC-3802)

- 2260 – Federation osztály: A Föderáció első és egyetlen csatahajó-osztálya. Ezek a hajók három térhajtóműgondolát kaptak, melyekből a középső pilonnal a "csészealj" tetejéhez illeszkedik, valamint erősebb pajzsrendszert és erősebb, dupla-borítást. Fegyverzete nagyjából kétszerese a Constitution osztálynak: fézerágyúból 10, míg fotontorpedó-vetőből 5 található a hajókon, 215 db. torpedóval, szemben a Constitutionnel, aminek 6 fézerágyúja és 2 fotontorpedó-vetője van, 120 db. torpedóval. Három hajtóművével gyorsabb is a Constitutionnél. Pl. USS Star Empire (NCC-2116)

- 2269 – Oberth osztály: Az első, csak tudományos feladatok elvégzésére épült, kisméretű hajó. Pl. USS Grissom (NCC-638)

- 2270 – Soyuz osztály: Alapvetően a Miranda osztály átépítése. A Föderáció nem tudott minden peremvidéki naprendszerbe csillaghajót küldeni a megszaporodott kalóztámadások miatt, ezért a Miranda előre gyártott elemeit használták egy új, csak határvédelmi feladatokat ellátó hajó magalkotására. Mivel a kalózokon kívül a klingonokkal is szembe kellett szálljon meglehetősen erős fegyverzetet kapott. Torpedó vetőit leszerelték, helyükre nagy teljesítményű gyors-tüzelési módra is alkalmas fézereket telepítettek. Leghíresebb egysége a USS Bozeman (NCC-1941). A Soyuzhoz hasonlóan a Miranda osztály módosításával alakítottak ki más, inkább specifikált osztályokat is, mint a Ticonderoga (torpedóvető nélküli, nagyobb fézerágyús), a Vol Sulaki (háromgondolás), az Apache (négygondolás), a New York (vontató), vagy a Callisto (háromgondolás vontató) osztályt.[6] Ezek szemléletes példái az újabb hajóosztályok létrehozásának.

- 2273 – Polaris osztály: A Constitution osztály parancsnoki-szekciójából, "nyakából" (ami torpedóvető-egység is), és a rászerelt két gondolából álló hajók osztálya.

- 2279 – Sydney osztály: Nagy hatótávolságú utas- és teherszállító osztály.

- 2283 – Constellation osztály: Négygondolás, felderítő hajótípus, ami módosított Constitution részekből áll. Pl. USS Stargazer (NCC-2893)

- 2287 – Excelsior osztály: Az egyik legjobban kihasználható és a második legnagyobb darabszámban épült osztály. Legelső és egyik legismertebb hajója a USS Excelsior (NX-2000/NCC-2000). A továbbfejlesztett változat legismertebbike a USS Enterprise-B (NCC-1701-B), valamint a USS Lakota (NCC-42768).[7]

- 2286 – Defender osztály: Kísérleti hajótípus, melynek elviekben igazolnia kellett volna egy csak energiafegyverekkel ellátott, gyors nagy hatótávolságú hajó életképességét. (A hajó kinézete ismeretlen, mivel sehol nem volt látható.)

- 2287 – Shelley osztály: A Csillagflotta egyetlen teherszállító-osztálya, Excelsior fődarabokkal és Constitution hajtóművel.

- 2325 – Centaur osztály: Az Excelsior osztály csészealj-szekciójából és gondoláiból álló hajótípus. Tekinthetjük a Sabre és a Steamrunner osztály előfutárának. Pl. USS Centaur (NCC-42043)

- 2330 – Ambassador osztály: Az első hajóosztály, mely fézerágyúk helyett már fézersorokat használt. Ezt elsősorban az tette lehetővé, hogy a technikai fejlődés megoldotta a pontszerűen elhelyezett fézer-platformok egy sorba való kötését. A 25. századig az Ambassador volt az utolsó hajótípus, aminek a csészealj-szekciója szabályos kört formázott. Főleg diplomáciai feladatkörben tűnt ki. Egyik hajója a USS Enterprise-C (NCC-1701-C) volt, mely egy romulán csata során semmisült meg. Később kisebb-nagyobb módosításokat hajtottak végre az osztályon.[8] Pl. USS Zhukov (NCC-26136)

- 2335 – Freedom osztály: A Galaxy osztály részeit idéző, egyetlen hajtóműgondolával rendelkező hajótípus. Egy hajtóműje és kisebb mérete miatt inkább csak a Föderációs-űrben használatos. Pl. USS Concorde (NCC-68711)

- 2339 – New Orleans osztály: A Galaxy osztállyal majdnem megegyező, annál hosszabb pilonú, nyak nélküli, modulcsatlakozókkal felszerelt hajók. Pl. USS Kyushu (NCC-65491)

- 2340 – Raven osztály: Nem túl nagy méretű kutatóhajók osztálya.

- 2345 – Cheyenne osztály: Négygondolás, Galaxy osztályra emlékeztető, de annál kisebb csillaghajó. Pl. USS Ahwahnee (NCC-71620)

- 2350 – Challenger osztály: Az első, függőleges gondola-elrendezésű csillaghajó. (Fent-lent egy-egy) Pl. USS Buran (NCC-57580)

- 2352 – Springfield osztály: Az osztály hajóinak gondolái egészen fent vannak köztük szenzor, a központi rész viszont nyak nélkül, pilonokkal kapcsolódik a parancsnoki szekcióhoz. USS Chekov (NCC-57302)

- 2355 – Nebula osztály: A Galaxy osztályhoz hasonlító, alsó gondolás, nyak nélküli csillaghajók, fent elhelyezett, cserélhető szenzor és egyéb modullal. A Galaxy osztály utáni, második legnagyobb hajók osztálya, mivel lényegében Galaxy részek alkotják. Pl. USS Farragut (NCC-60597)

- 2356 – Saber osztály: A legújabb osztályok egyike, kicsit "rájaszerű", kicsi, jól felfegyverzett csillaghajó. Pl. USS Yeager (NCC-61947)

- 2357 – Steamrunner osztály: Szintén új, szintén "rájaformájú" és jól felfegyverzett, de a Saber osztálynál nagyobb hajók osztálya. A gondolák eleje a hajótestbe van ágyazva, a deflektor viszont külön, a gondolák végein, pilonokon függeszkedik. Pl. USS Appalachia (NCC-52136)

- 2358 – Niagara osztály: Háromgondolás hajók osztálya, ahol a középső gondola alul helyezkedik el. A csészealj-szekció és a gondolák normál Galaxy-csészealj, illetve gondola, a hajtómű-szekció pedig Ambassador osztályról való; a parancsnoki híd és környéke valamint a pilonok egyedi kivitelűek. Pl. USS Princeton (NCC-59804)

- 2358 – Rigel osztály: Hivatalosan ismeretlen külsejű hajóosztály, csak pletyka illetve rajongói elképzelések alapján ábrázolták. Pl. USS Akagi (NCC-62158)

- 2360 – Norway osztály: Ennek a kisméretű kutatóhajókat jelölő osztálynak a tagja a USS Budapest (NCC-64923) is.

- 2362 – Galaxy osztály: A Csillagflotta valaha épített legnagyobb méretű hajói. Többek között az USS Enterprise-D (NCC-1701-D) is ide tartozik.

- 2363 – Akira osztály: Viszonylag nagyobb, nehézfegyverekkel felszerelt hajótípus szintén a legmodernebb hajók közül. Pl. USS Thunderchild (NCC-63549)

- 2366 – Olympic osztály: Orvosi és kórházhajó. Érdekessége a gömb formájú parancsnoki-szekció. Pl. USS Pasteur (NCC-58925)

- 2367 – Defiant osztály: A flotta egyetlen, kimondottan hadihajója, amelyet eredetileg a Borg ellen fejlesztettek ki, de leginkább a Domínium ellen használták. Kisebb méretű, alakja inkább hasonlít űrkomphoz, mint a klasszikus csészealj-hajókhoz, de nagy szerkezeti integritás és rendkívül erős fegyverzet jellemzi. Pl. USS Defiant (NX-74205)

- 2369 – Nova osztály: Kis méretű, tudományos kutatóhajók osztálya. Pl. USS Equinox (NCC-72381)

- 2369 – Sovereign osztály: A Föderáció legerősebb hajóosztálya. Pl. USS Enterprise-E (NCC-1701-E)

- 2370 – Intrepid osztály: Az első osztály, mely bioneurális gélcsomagokat használ adat-továbbításra a szokványos áramkörök helyett. Pl. USS Voyager (NCC-74656)

- 2374 – Prometheus osztály: Az egyetlen hajó, mely képes az ún. "multivektoros" támadási módra. USS Prometheus (NX-59650)

- 2374 – Griffin osztály, Yeager osztály és a Trident osztály: A Domínium-háborúban híressé vált "Frankenstein-flotta" osztályai. Ezek a hajók Intrepid, Constitution, Excelsior és más osztályú hajók alkatrészeiből lettek "összeeszkábálva". A Griffin akkor jött létre, amikor a Domínium megtámadta a Bektrel hajógyárat; az itt épülő 12 db Intrepid hajtóműszekcióját elpusztították, ezért a hajógyár a közeli roncstelepről régi Constitution hajtómű szekciókat szerzett be, és azokkal fejezték be a hajókat. A Yeager osztály esete kísértetiesen hasonlít a Griffin-ére, de a hajtómű szekciót itt felnagyított Peregrine vadászokkal helyettesítették. A Trident két, egymással szembefordított Excelsior csészealjból és három Excelsior gondolából áll. Érdekesség, hogy bár az "alsó" csészealj fejjel lefelé van, a belső gravitációs rendszert megfordítani már nem volt idő. Ezért a két részleg között van egy null-gravitációs szint, a turbóliftek ezen a szinten keresztülhaladva fordulnak meg.

- 2378 – Luna osztály: Ebbe a teljesen új, elsősorban tudományos és felderítői feladatokra készült, közepes méretű hajókat jelölő osztályba tartozik a USS Titan (NCC-80102) hajó is, aminek William T. Riker lett a kapitánya. A hajók külseje a Sovereign, az Intrepid és az Akira osztály hajóival mutat hasonlóságot. (A Titan vagy a Luna osztály más hajója amúgy soha nem jelent meg filmen, ezért mikor kiadták a róla szóló könyvsorozatot, pályázatot írtak ki, és az ott beadott pályaművek közül választották ki a legtetszetősebb hajótervet.)[9][10]

- 2399 – Inquiry osztály: Új, gyors, a flotta állományának jelentős részét kitevő hajóosztály, két vagy három altípussal. Pl. USS Zheng He (NCC-86505)

- 2390–2400 – Constitution III osztály, avagy Új-Constitution osztály: A régi, felújítást is megért Constitution osztály sok év után új formában visszatért változata, a megjelenése sok tekintetben hasonlít a korábbi osztályra, miközben modernebb, korszerű műszaki felszereltséggel rendelkezik. Pl. USS Titan (NCC-80102-A)/USS Enterprise (NCC-1701-G)

- 2400 – Excelsior II osztály: Egy új, klasszikus elrendezésű hajóosztály, ami a régi Excelsior osztályon alapul, de annak sokkal modernebb, kora 25. századi változata. Egyik hajójának szintén USS Excelsior a neve, NCC-42037 regisztrációs számmal.

- 2400 – Ross osztály: A Galaxy osztály formavilágát a 25. században továbbvívő hajótípus, de több ponton láthatóan eltér attól, például a tányér-egység ovális helyett kör alakú. (Érdekesség, hogy a Star Trek Online játékból került át hivatalos sorozatba, mint a Reliant, a Sutherland és a Gagarin osztály.) Pl. USS Vanguard (NCC-75148)

- 2400 – Reliant osztály: A régi Miranda osztály 25. századi verziója, melynek egyik legismertebb hajója a Khan által zsákmányolt USS Reliant volt, ez után kapta a nevét. Ebből is van USS Reliant, csak NCC-90200-as regisztrációs számmal.

- 2400 – Sutherland osztály: A korábbi Nebula osztály alapján készült újabb hajóosztály, melynek egyik ismert hajója a Sutherland nevet viselte. Pl. USS Sutherland (NCC-91800)

- 2400 – Gagarin osztály: Kisebb, 25. századi hajótípus, a tányér-egység mögött kialakított, azzal színtben lévő tatrészhez kapcsolódnak a hajtóműgondolákat tartó pilonok. Pl. USS Gagarin (NCC-97930)

- 2401 – Sagan osztály: Négyhajtóműves új hajótípus, részben Borg technológiával, melynek első hajója az új USS Stargazer (NCC-82893) lett.

- 2401 – Echelon osztály: A Sagan osztály alsó hajtóműpár nélküli változata. Pl. USS Cole (NCC-97938)

- 2401 – Duderstadt osztály: Egy újabb 25. századi hajó, ami emlékeztet a kortárs Constitution III osztályra, de sokkal több új eleme van. A gondolák pilonjai a hajó két részes hajtómű-szekciójának felső részéhez kapcsolódnak, míg a magában lévő, nyakkal kapcsolódó alsó résznek elején és hátulján is van deflektor. Pl. USS Intrepid (NCC-79520)

- 2553 – Universe osztály: Egy lehetséges távoli jövő hajóosztálya, melybe a USS Enterprise (NCC-1701-J) is tartozik. A hajó óriási, két mérföld hosszú.[11]

Számos hajóosztály – és azokhoz kapcsolódó hajó – csak említés szintjén fordul elő a hivatalos történetekben, „látható” szereplés nélkül, így ezek ismeretlenek maradtak, de többet belőlük a nemhivatalos történetekben (pl. képregényekben) ábrázoltak, vagy rajongók szerkesztették meg őket.

## Szereplések
A sorozatokban és a filmekben a következő hajóosztályok láthatók a fentebb felsoroltak közül: Miranda, Soyuz, Constitution (eredeti és felújított), Constellation, Excelsior (mind három variáns), Ambassador, Nebula, Galaxy, Intrepid, Sovereign, Prometheus, Nova, Akira, Defiant, Olympic, Norway, Saber, Steamrunner, Raven, Centaur, Shelley, Sydney, Oberth. A többi modern típusra (Galaxy alapú, mint a Cheyenne) a Wolf 359-nél látott roncsmező alapján hivatkoznak, noha elég nehéz megállapítani, hogy melyik roncsdarab melyik hajó alkotórésze volt, és a hajó neveken kívül semmilyen információ nem hangzik el a hajók típusára vonatkozólag. Továbbá a DS9 első epizódjának nyitó jelenetében csak a hagyományos hajókat, mint a Mirandát, Nebulát, Excelsiort és Ambassadort láthatunk a csata kellős közepén.

Ezeken a hivatalosnak mondható osztályokon kívül több más, félhivatalos osztály is létrejött, amik a Star Trek egyéb kiadványaiban, számítógépes játékaiban bukkantak fel, vagy olyan nemhivatalos hajótípusok, amiket főleg rajongók "fabrikáltak".
Az is igaz, hogy a hivatalos hajók többségét is barkácsolás útján készítették, mint például a Miranda vagy a Constellation osztályokat, amiket a fejlesztett Constitution osztály (Enterprise és Enterprise-A) alkatrészeiből állítottak elő. Ennek oka általában a pénz és az idő hiánya volt, erre utal a Miranda osztály több mint 130(!) éves „karrierje” is. Bár a későbbiekben, hogy megmagyarázzák a hajók extrém szolgálati idejét, kidolgozták az osztályok Constitution osztályhoz hasonló életpályáját, miszerint például a Miranda osztály sem így nézett ki eredetileg, csak a Constitutionhoz hasonlóan felújították, mire először debütált volna a Star Trek II: Khan bosszúja című filmben. Ugyanakkor a Miranda hosszúra nyúlt szolgálati ideje csak ezután kezdődött, s közben semmilyen jelentős fejlesztést nem hajtottak végre rajta, legalábbis külsőleg, miközben a kortárs Constitutiont felújítva is leszerelték. Magyarázatul később az szolgált, hogy a régebbi osztályok sokszor a gyakorlatozóhajók szerepét töltik be. Teljesen új hajók inkább a nagyobb büdzséjű mozifilmekben (pl. az Excelsior a Star Trek III-ban) vagy újabb sorozatokban (az Enterprise-D Az új nemzedékben) mutatkoztak be, ahol dramaturgiailag is fontos volt egy új hajótípus megjelenése. Ahol ez nem volt annyira lényeges ott elegendőnek bizonyultak a régebbi vagy módosított hajók is.
Az eredeti idővonal hosszabb kihagyás után ismét megjelent a Star Trek: Picard sorozatban, ennek kapcsán több új hajótípus is megjelent a már 25. századi időkre: egy új Stargazer és egy új Excelsior miatt két teljesen új hajót terveztek Sagan, illetve Excelsior II osztályokként, valamint átvették a Star Trek Online játék több hajótípusát is, amik így hivatalos hajókká váltak.
A Star Trek: Lower Decks animációs sorozat bár egyértelműen az eredeti idővonalhoz tartozik, a cselekmény szatírikus jellege miatt nem teljesen követhetők az ottani cselekmények, így az ott megjelenő újabb hajók háttere sem. A főszereplő hajó a USS Cerritos (NCC-75567), mely a California osztályba tartozik, ezen kívül több hivatalos hajótípus mellett feltűnnek további új osztályok is, mint az Obena, a Parliament, vagy a Texas, de Riker hajója, a USS Titan is itt jelenik meg először mozgóképen.

## Alternatív idővonalak
A Star Trek: Discovery (DIS), a Star Trek: Strange New Worlds (SNW) sorozatok és a 2009-es Star Trek című reboot-film új, alternatív idővonalakon játszódik, ezért ezekben a produkciókban újfajta hajókat szerepeltettek, közülük csak néhány hajó szerepel az eredeti idővonalon is, mint a Constitution vagy a Deadalus osztályok. Kronológiailag a Discovery sorozat játszódik legkorábban, ebben az alternatív 23. században játszódó sorozatban csupa új hajó jelent meg, föderációs és idegen (például klingon) szinten egyaránt, ezzel is egyértelműsítve a cselekmény alternatív voltát és szakítását az eredeti idővonallal. Föderációs hajókból legalább egy tucat féle új osztály jelent meg, köztük korábban sosem látott verziók is, mint például a Walker osztály, aminek a parancsnoki hídja a tányer-szekció teteje helyett annak alján kapott helyet. Az új idővonal hajói már modernebb formavilággal rendelkeztek, tekintettel, hogy már a 2010-es évek produkcióihoz tervezték őket. Idővel azonban itt is megjelentek a hasonlóságok: a később itt is megjelenő Enterprise sok tekintetben hasonlít az eredeti sorozatbelire, ugyanígy a Discovery-ben megjelenő hajókból is van, ami később az eredeti idővonalon is megjelenik. Erre példa a Discovery Helios és Magee osztálya, amik a Star Trek: Picard sorozatban is megjelennek a 2390-es években, de ott csak azonosítatlan „háttérhajókként”. 
A Discovery után játszódó Star Trek: Strange New Worlds sorozat is több újabb hajótípust jelentetett meg, amelyek a cselekmény miatt is már több hasonlóságot mutatnak az eredeti sorozat 2260-as éveinek hajóival. A hasonló Enterprise mellett felbukkan például egy szóló hajtóműves hajó, a USS Archer, ami egyértelműen a klasszikus Hermes osztályra tett célzás, de szerepel egy USS Farragut is, amin James T. Kirk szolgált még fiatalabb korában, ahogy az eredeti idővonalon is. Ez a hajó a tányér-szekció alatt hordja a gondoláit, keskenyebb feszttávval, másodlagos hajótest nélkül, de a tányér-szekció hasához deflektort is szereltek. Továbbá a 31-es szekció is több saját, különlegesebb hajóval képviselteti magát a sorozatban. Ezen az idővonalon is ismert az NX osztály, amilyen a Star Trek: Enterprise (ENT) sorozat Enterprise-a, ami azt is igazolja, hogy az ENT sorozat is ezzel az idővonallal van kapcsolatban.
Az időben ez utáni, 2009-ben bemutatott Star Trek film hajói szintén hasonlítanak, de egyben különböznek is az eredeti idővonal hajóitól. Nem teljesen világos ugyanakkor, hogy az ENT–DIS–SNW-idővonal ennek a filmnek az idővonalába esik e, a film Enterprise-a ugyanis új hajóként szerepel ott, elődök említése nélkül. Az Enterprise mellett itt is több saját hajótípus szerepel.